# Phạm Minh Giang
Phạm Minh Giang (sinh năm 1981) là cựu cầu thủ bóng đá trong nhà và hiện đang là huấn luyện viên trưởng của đội tuyển futsal Việt Nam và CLB Thái Sơn Nam. Phạm Minh Giang là huấn luyện viên nội đầu tiên dẫn dắt đội tuyển Việt Nam tham gia một kỳ FIFA Futsal World Cup.

## Sự nghiệp

### Cầu thủ
Khi còn là cầu thủ, Phạm Minh Giang từng thi đấu cho câu lạc bộ Thái Sơn Nam.

### Huấn luyện viên
Sau khi giải nghệ, Phạm Minh Giang tiếp tục công tác ở Thái Sơn Nam và có thời gian đảm nhiệm vị trí huấn luyện viên trưởng ở đội này.
Tháng 12 năm 2019, ông được bổ nhiệm làm huấn luyện viên tạm quyền của đội tuyển futsal Việt Nam. Từ tháng 01 năm 2020 đến nay, ông là huấn luyện viên chính thức. Nhiệm vụ đầu tiên của Phạm Minh Giang là dẫn dắt đội bóng ở giải vô địch châu Á, tuy nhiên do đại dịch COVID-19 nên giải đấu này đã bị hủy bỏ.
Sau đó thì ông cùng với đội bóng đã vượt qua đội tuyển Liban để lần thứ hai giành vé dự Vòng chung kết FIFA Futsal World Cup. Ở giải đấu này, sau trận thua ứng cử viên vô địch Brazil ở trận ra quân, đội tuyển Việt Nam đã xuất sắc đánh bại Panama với tỷ số 3-2 và cầm hòa đội Cộng hòa Séc 1-1 để giành vé vào vòng hai.
Ngày 22 tháng 9 năm 2021, ông được xét nghiệm duơng tính với virus SARS-CoV-2, khiến ông không thể chỉ đạo đội tuyển futsal Việt Nam trong trận gặp đội tuyển futsal Liên đoàn bóng đá Nga tại vòng 16 đội FIFA Futsal World Cup 2021. Dù không có ông trực tiếp chỉ đạo, nhưng các cầu thủ Việt Nam đã thi đấu xuất sắc và chỉ để thua 2-3, qua đó dừng bước ở vòng 16 đội.